# Église Notre-Dame-de-l'Assomption de Houppeville
L'église Notre-Dame-de-l'Assomption est une église catholique située à Houppeville, en France.

## Localisation
L'église est située à Houppeville, commune du département français de la Seine-Maritime, rue de l'église.

## Historique
L'église est modifiée au cours de son histoire. Le chœur est refait au XVIe siècle.
L'édifice est classé au titre des monuments historiques sur la liste de 1862.
Les vitraux sont restaurés en 1910. Le clocher est touché par la foudre en 1914.

## Description
L'édifice est construit en pierre, calcaire et silex. Une travée possède un « décor en damier bicolore ».
Le chœur est plus haut que la nef et possède du mobilier du XIXe siècle : des stalles et une chaire de 1830, un autel de 1880. Cette partie de l'édifice conserve des croix de consécration sur ses parois.
L'édifice conserve des verrières du XVIe siècle.
Une plaque rappelle la mobilisation générale de 1939.